# (7452) Izabelyuria
(7452) Izabelyuria ist ein Asteroid des äußeren Hauptgürtels, der am 31. August 1978 vom sowjetisch-russischen Astronomen Nikolai Stepanowitsch Tschernych am Krim-Observatorium (IAU-Code 095) in Nautschnyj, etwa 30 km von Simferopol entfernt, entdeckt wurde.
Der Asteroid wurde am 12. Januar 2000 nach der sowjetischen Sängerin und Volkskünstlerin Russlands Isabella Danilowna Jurjewa (1899–2000) benannt.
Der Himmelskörper gehört zur Themis-Familie, einer Gruppe von Asteroiden, die nach (24) Themis benannt wurde.